# Наджран (провінція)
Наджра́н (араб. نجران) — адміністративний округ на півдні Саудівської Аравії.
- Адміністративний центр — місто Наджран.
- Площа — 149511 км², населення — 505652 чоловік (2010 рік).

Адміністративний округ Наджран є деякою подобою автономії у складі Саудівської Аравії.

## Географія
На сході межує з адміністративним округом Еш-Шаркійя (Східною провінцією), на півночі з адміністративним округом Ер-Ріяд, на заході з адміністративним округом Асір, на півдні з Єменом.

## Історія
У складі Саудівської Аравії з 1931 року; Наджран відторгнутий саудівцями в Ємену.
Під час об'єднання Саудівської Аравії засновник країни король Абдель Азіз не зумів підпорядкувати собі плем'я бану-ям, яке проживає на території провінції. У підсумку було укладено угоду, за якою Наджран входить до складу королівства з певними свободами.
В 2000 році в адміністративному окрузі спалахнуло збройне повстання ісмаїлітів, так як на їх думку наслідний принц Абдалла (нині король) не дотримувався умови договору про входження Наджрану до складу Саудівської Аравії. Повстання було придушене.
В 2015 році саудівський опозиційний рух «Ахрар Ен-Наджран» захопив військову базу в Ель-Машаль в окрузі Наджран.

## Релігія
Адміністративний округ Наджран населений в основному шиїтами ісмаїлітської течії.

## Адміністративний поділ
Адміністративний округ ділиться на 8 мухафаз (у дужках населення на 2010 рік):
1. Al Kharkhir (4015)
2. Badr Al Janub (11117)
3. Hubuna (20400)
4. Khubash (22133)
5. Najran (329112)
6. Шарур (85977)
7. Thar (16047)
8. Yadamah (16851)